# 宮崎幸夫
宮崎幸夫 （みやざき ゆきお、1948年9月8日 - ） は、日本のピアニスト、編曲家、ピアノコンクール主催者。南米のクラシック音楽の普及に努める。日本ピアノ研究会会長。

## 来歴
幼少より、小林孝典、織田久男に師事。1973年、武蔵野音楽大学ピアノ科卒業。同大学で田村明子、F・シュトレイラー、ヴラド・ペルルミュテールに師事。 専攻科修了後、同大学講師（-1996）を務める。
1976年から1979年までフランス・パリ留学。ヴィラ＝ロボスの親友であり、ガブリエル・フォーレ、アルフレッド・コルトーの高弟でもあるピアニストマグダ・タリアフェロに師事し、その才能を認められ、マスタークラスの助手として勤める。その間イタリアでグィド・アゴスティー、イギリス・ロンドンにてルイス・ケントナーに薫陶を受ける。
- 1978年、1980年、1983年パリにてリサイタル。
- 1979年　ブラジル政府主催「ブラジルピアノコンクール」第1位グラン・プリ受賞、（パリ）及び、受賞記念披露リサイタルを行う（パリ）
- 1981年　フランス、ブラジル各地で演奏。また、多くの作曲家、演奏者と親交を結ぶ。
- 1987年　ブラジルでのヴィラ＝ロボス生誕100年フェスティバルに招かれ演奏。
- 1994年　ブラジル（リオデジャネイロ、ポルト・アレグレ、サンパウロ）において リサイタルをおこない、TVラジオ放送に出演する。特にヴィラ＝ロボスの演奏では、高く評価されており、リオデジャネイロ州立音楽大学において、客員教授として講演を行う。
- 1996年　ブラジル（サンパウロ、リオデジャネイロ）に招かれリサイタルを行う。 最近は、ブラジルでエルネスト・ナザレーのCDもリリースされ、人気を増している。
- 1998年　ブラジル・アルゼンチンにおいて演奏、絶賛を博す。また、国営、民法放送にてCDが放送され高く評価されている。
- 1998年～2004年　日本で初めて、ブラジル、アルゼンチン、メキシコ、キューバそれぞれの作曲家達による楽譜（ピアノ曲集）、及びCDを刊行する。
- 2005年6月　キューバ国際音楽祭見本市「第9回CUBA DISCO2005」に特別招待され、文化庁の派遣により、キューバの高名なアマデオ・ロルダン劇場にてリサイタルを行い絶賛される。 また、キューバ国立芸術高等音楽院にて公開講座を行う。
- 2007年3月　キューバ・ハバナで2年に一度開催される「第4回イグナシオ・セルヴァンテス国際ピアノコンクール＆フェスティバル」に審査員として招聘され、また、フェスティバルの一環として、アマデオ・ロルダン劇場にてリサイタルを行う。
- 宮崎幸夫アレンジによる楽譜「Astor Piazzolla piano Collection」が韓国にて刊行される。

国内においては、リサイタル、公開講座などのほか、日本ピアノ研究会会長として全国において、ジュニア・ピアノコンクール及びピアノ・オーディションを開催し、広くラテン・アメリカン・クラシックの音楽普及に努めている。